# 1214
Évszázadok: 12. század – 13. század – 14. század
Évtizedek: 1160-as évek – 1170-es évek – 1180-as évek – 1190-es évek – 1200-as évek – 1210-es évek – 1220-as évek – 1230-as évek – 1240-es évek – 1250-es évek – 1260-as évek
Évek: 1209 – 1210 – 1211 – 1212 –  1213 – 1214 – 1215 – 1216 – 1217 – 1218 – 1219

## Események
- június 20. – Az Oxfordi Egyetem megkapta akkreditációját.
- július 27. – A bouvines-i csata. II. Fülöp Ágost francia király serege legyőzi János angol király seregét, aki ezután kénytelen lemondani a Loire-tól délre fekvő birtokairól. Meggyengül a királyi hatalom Angliában.
- október 6. – I. Henrik kasztíliai király trónra lépése (1217-ig uralkodik).
- december 4. – II. Sándor skót király trónra lépése (1249-ig uralkodik).

## Határozatlan dátumú események
- Bielefeld városának alapítása.
- II. András magyar király, fiát Bélát, a főurak nyomására 8 évesen megkoronáztatja, törvényes király 1235-től.

## Születések
- Roger Bacon angol tudós, filozófus († 1294)
- április 25. – IX. (Szent) Lajos francia király, másik lehetséges születési dátuma 1215 († 1270)

## Halálozások
- szeptember 14. – Albert Avogadro jeruzsálemi latin pátriárka
- október 5. – VIII. Alfonz kasztíliai király (* 1155)
- december 4. – I. Vilmos skót király (* 1142 körül)